# Ligne de L'Estaque à Marseille-Joliette
L'ancienne ligne de L'Estaque à Marseille-Joliette est une ligne de chemin de fer du département des Bouches-du-Rhône. Son parcours se trouve dans son intégralité sur le territoire de la ville de Marseille.
Cette infrastructure ferroviaire est à double voie sur une partie de son parcours et est électrifiée en 1 500 V continu.
Jusqu'en 1992, elle constituait la ligne 939 000 du réseau ferré national. Depuis elle constitue la ligne 939 001 après construction d'un nouveau raccordement qui lui permet de rejoindre l'ancienne ligne de Marseille-Saint-Charles à Marseille-Joliette et d'atteindre ainsi sans rebroussement Marseille-Saint-Charles. Le déclassement de sa partie terminale lui a valu non seulement sa nouvelle numérotation mais aussi la modification de son nom. Sa désignation officielle est aujourd'hui : ligne de L'Estaque à Marseille-Saint-Charles.

## Histoire
La ligne a été concédée à la Compagnie des chemins de fer de Paris à Lyon et à la Méditerranée par une convention entre le ministre secrétaire d'État au département de l'Agriculture, du Commerce et des Travaux publics et la compagnie signée le 1er mai 1863. Cette convention a été approuvée par un décret impérial le 11 juin 1863.
Jusque dans les années 60, la ligne se prolonge jusqu'à la Joliette, ancienne « gare maritime » de Marseille, où les voyageurs en provenance ou à destination de l'Afrique du Nord ou du Moyen-Orient transitaient directement entre le bateau et le « train-paquebot ».

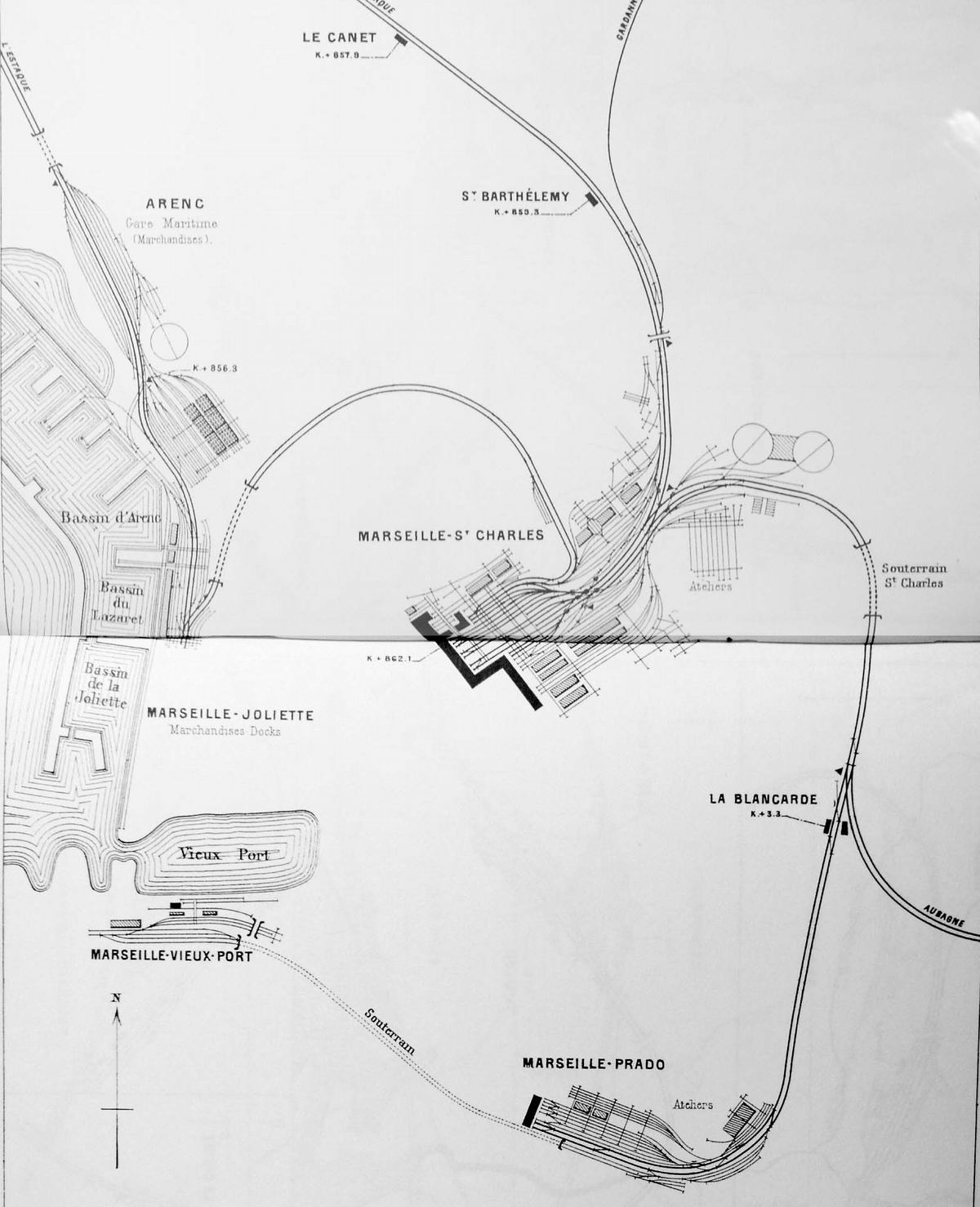
L'embranchement avec la ligne de Marseille-St-Charles à Marseille-Joliette avant la fermeture de la gare maritime.

À la fermeture de la gare maritime, un nouveau raccordement avec la ligne de Marseille-St-Charles à Marseille-Joliette est construit afin que les trains en provenance de L'Estaque puissent rejoindre sans rebroussement Marseille-Saint-Charles.

### Date de déclassement partiel
La section terminale entre les points kilométriques (PK) 858,850 et 860,060 a été retranchée du réseau ferré national le 15 avril 2002.

## Tracé

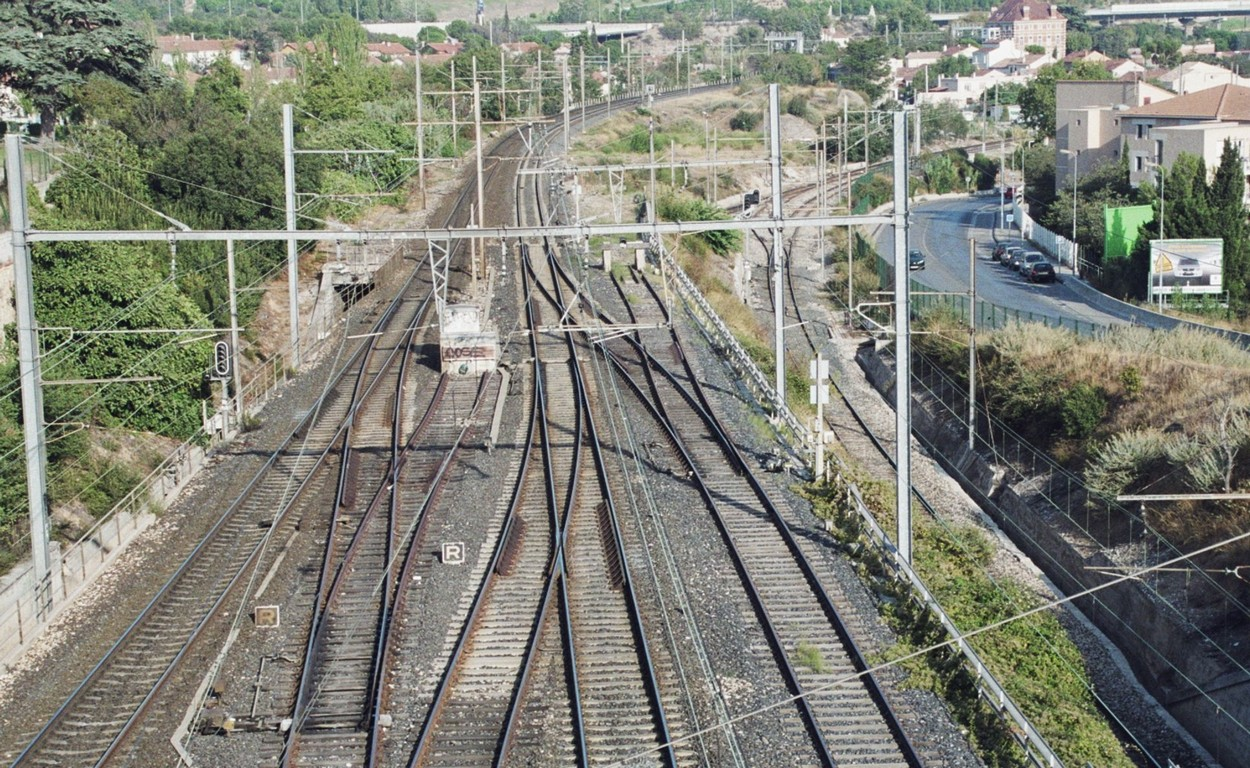
La sortie sud de la gare de L'Estaque, avec l'embranchement vers Marseille-St-Charles.

La ligne est principalement utilisée pour le transport de marchandises. Mais, afin de soulager la ligne principale, les TER à destination de Miramas via la ligne de la Côte Bleue, empruntent cette ligne.
Elle dessert les faisceaux marchandises du Canet, de Mourepiane, et d'Arenc. Une seule gare intermédiaire est ouverte aux voyageurs : Arenc-Euroméditerranée (halte).

## Projets
Selon le PDU et le PLU de Marseille Provence Métropole (2012), cette ligne est remise en service au trafic voyageurs entre l'Estaque et Marseille Saint-Charles, sous l'autorité du Conseil régional, chargé des TER. Actuellement, seule la gare d'Arenc-Euroméditerranée est en fonction. Il est prévu aux mêmes documents d'urbanisme une gare nouvelle à Séon Saint André (horizon 2023), et une autre à Arenc Gèze. Le projet de Séon Saint André dispose déjà de ses réserves foncières, le projet d'Arenc Gèze n'a pas encore d'implantation ni de calendrier défini.
Dans le cadre du projet urbain Euroméditerranée II, en cours de réalisation, il est prévu la fermeture de la gare marchandises du Canet, que les opérateurs sont en train de quitter, au profit d'un nouveau quartier et d'espaces verts. Le trafic marchandises sera donc réduit en conséquence sur cette ligne.